# Paul Voivenel
Paul Louis Joseph Marie Voivenel, né le 24 septembre 1880 à Séméac et mort le 9 juin 1975 à Pamiers, est un neuropsychiatre, conférencier, écrivain et journaliste de la première moitié du XXe siècle.

## Biographie résumée

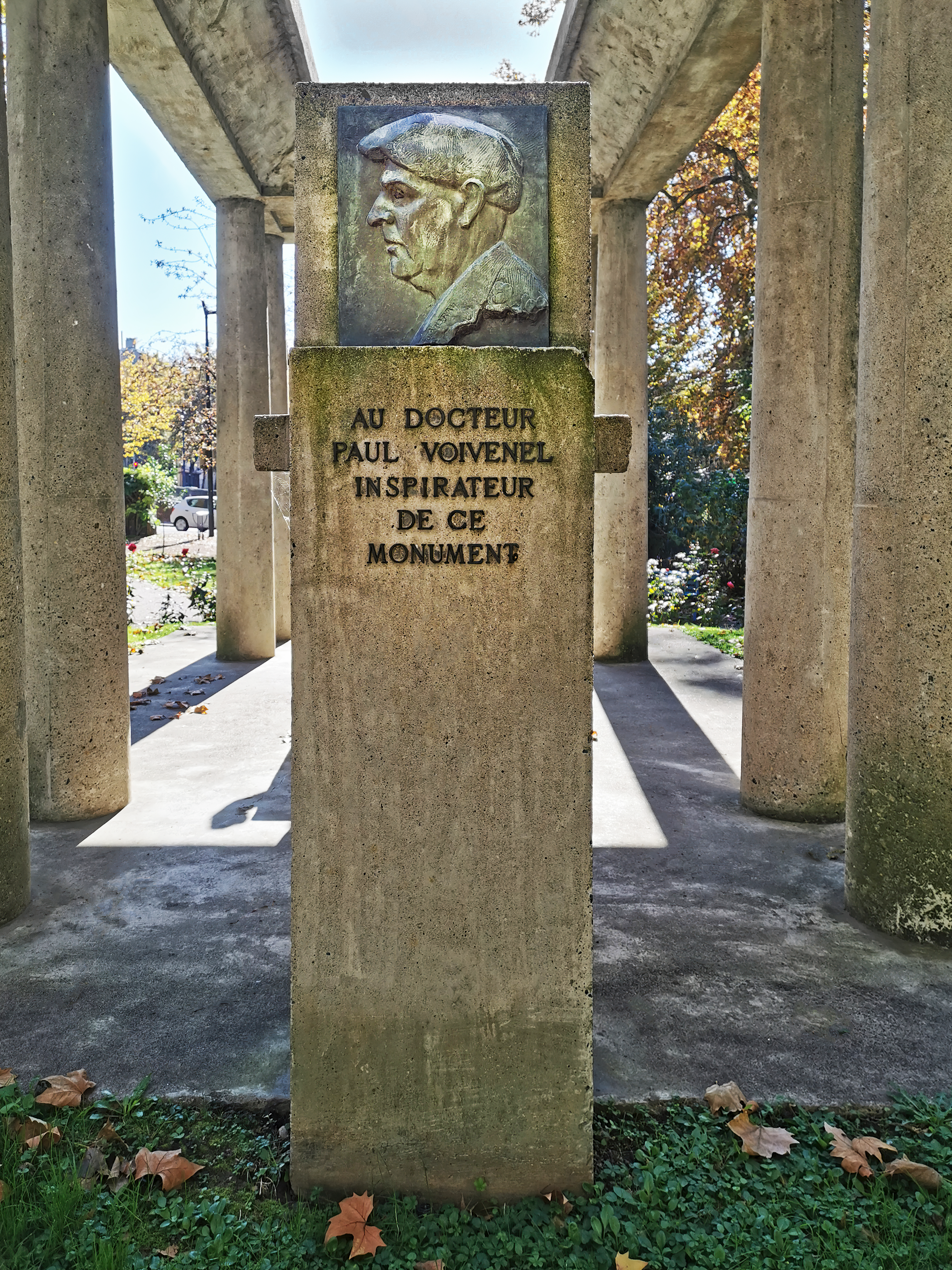
Stèle à Paul Voivenel Monument aux morts Héraklès archer (Toulouse).

Après des études secondaires à Tarbes et avoir « fait sa médecine » à Toulouse, il devient chef de clinique puis médecin libéral (neuropsychiatrie) à Toulouse. Après sa thèse, il a été introduit dans les milieux culturels parisiens par Rémy de Gourmont et collabore au Mercure de France.

### 1914 1918
Durant la Première Guerre mondiale, il se retrouve médecin sur le front à la 67e D.I. de réserve (257e R.A.C., 211e R.I., 220e R.I., ambulance 15/6 .Il devient spécialiste des gaz de combat et, expert auprès des Conseils de guerre, a été le premier à décrire, à décharge pour les accusés, le syndrome de “peur morbide acquise” chez les combattants.

### 1918 1939
Dans l'entre-deux-guerres, médecin, mais aussi homme de médias, il continue ses activités littéraires ; elles le conduisent à tenir des rubriques médicales dans le Mercure de France, le Figaro, la Dépêche du Midi, à continuer d’écrire des livres. C’est un auteur prolifique, 51 ouvrages à dominante médicale où il reste une place pour ses souvenirs de guerre et le rugby. Il publie de 1933 à 1938 Avec la 67e Division de réserve, Prix Montyon (1939) de l'Académie française et en 1942 Mon beau rugby. Parmi les personnalités de l'époque, il se lie d'amitié avec Paul Léautaud, Paul Valéry, François Mauriac, Francis Carco, Marie-Madeleine de Saint-Exupéry, Camille Mauclair. Notable toulousain, il est à la tête du Groupe des Vingt ; directeur de publication du mensuel culturel l’Archer, de plus il est un conférencier à succès, tient une chronique à la radio régionale Toulouse-Pyrénées

### Rugby
Passionné de rugby à XV , fondateur du comité des Pyrénées avant 1914, il signe, sous les pseudonymes de Campagnou, La Selouze, de nombreuses chroniques dans la Dépêche du Midi et dans le Midi olympique. Fort de ses relations parisiennes, il fait ériger en 1925, en hommage aux morts de la guerre, le Monument aux Sports Héraklès archer de Toulouse. Dans Mon beau rugby, il se fait historien de ce sport mais montre aussi son adhésion aux thèses de la “Révolution nationale” et explique son implication dans la mise à mort du rugby à XIII.

### 1939 1945
Pendant la guerre, son indéfectible pétainisme et des amitiés douteuses ne l'empêchent pas d'avoir des relations avec des Résistants qu'il aide au besoin[réf. nécessaire]. 

### 1945 1975
L'après-guerre voit ses activités se réduire petit à petit pour se limiter à ses chroniques toulousaines dans la Dépêche du Midi et le Midi olympique, ainsi qu'à la Radiodiffusion française où sur l'antenne de Toulouse-Pyrénées il tient une rubrique hebdomadaire appelée À bâtons rompus entre 1950 et 1958.
Devenu veuf à deux reprises, il se retire dans son village de Capoulet-et-Junac et décède à Pamiers le 9 juin 1975 sans postérité.
Il est Grand officier de la Légion d'honneur en 1965.

## Biographie

### Premiers temps de sa vie
Né le 24 septembre 1880 à Séméac (65) de Zélie Elisabeth Liautaud (Provençale) et de Louis Voivenel (Normand), capitaine de gendarmerie. Orphelin de bonne heure (1886), il est élevé par la seconde femme de son père Catherine Dupont.
Scolarisé dans le primaire et le secondaire (bac 1889) à Tarbes, il a du goût pour l’Histoire et la philosophie ; après une alerte de santé (maladie pulmonaire) il se met à la pratique du sport, athlétisme, rugby (Barrette à l’époque) et surmonte cette alerte.
Il fait des études médicales à Toulouse de 1898 à 1901, qu’il continue de 1902 à 1908, après le service militaire — 1901-1902 — 57e R.A.C. (Toulouse) et 61e R.I. (XVe C.A. Marseille). Bûcheur, il passe avec succès les concours de l’Externat puis de l’Internat.
Un peu auparavant, le 11 août 1903, il a épousé Marie-Louise Teulière, une jeune fille de 18 ans, originaire de Capoulet (Ariège) et dont la famille a connu des revers de fortune, l’obligeant à prendre un emploi de couturière. Comme elle a su mener le ménage de son père, elle va tenir remarquablement le sien, et Voivenel, un travailleur acharné, y contribuera bien de son côté. Son mariage l’amène à adopter le village où la famille de sa femme possède une maison, “la petite maison” ; il parle de Capoulet comme de son « village renatal ».

### Activités professionnelles, intellectuelles et passions
Par le rugby qu’il a pratiqué dans un des premiers clubs de rugby de Toulouse (le Stade Olympien des Étudiants Toulousains), où les matchs se livraient dans la “Prairie des filtres”, il devient après la fusion de ce dernier avec la section rugby du Veto Sport dans le Stade toulousain (1907), dirigeant de ce club, puis président du comité des Pyrénées de rugby (1909-1912), enfin président d’honneur. Par la suite. Il restera toujours très proche des instances dirigeantes, au point d’être chargé sous Vichy de proposer des solutions pour mettre fin à la dualité XIII, XV.
En même temps, il écrit des articles sportifs dans les journaux toulousains, en particulier La Dépêche sous les pseudonymes de Phusis, De Gui, Quassia d’Amara. Dans plusieurs livres il raconte ses souvenirs liés au rugby ; dans sa biographie romancée intitulée comme son premier tome, la Courbe, mais surtout dans Mon beau rugby ; il y reprend quelques épisodes de son journal de guerre, Avec la 67e D.R., concernant les rugbymen dans la Première Guerre mondiale, en particulier la vedette du Stade toulousain, Alfred Mayssonnié, son ami, et celui qui sera son aide major au 211e R.I., Pierre Mounicq, capitaine du Stade toulousain.
Récompensé par de nombreux prix, il ne choisit pas la chirurgie, par crainte de sa vue, mais la psychiatrie, et devient le Chef de clinique du professeur Raymond (1908-1912). Sa thèse Littérature et folie est remarquée par les milieux littéraires en particulier par Rémy de Gourmont et, ainsi, il va pénétrer le milieu littéraire parisien (Symbolistes) et journalistique (chroniqueur médical du Mercure de France). Il commence aussi à écrire des livres, Le génie littéraire, avec le professeur Rémond.
Cependant, il se fâche avec ce dernier et doit faire une croix sur une carrière universitaire de professeur agrégé. Il se dirige donc vers la médecine libérale avec dominante neuropsychiatrique, tout en conservant ses activités journalistiques qu’il étend à Paris (Le Figaro, chronique médicale du Journal des praticiens) et à faire des conférences grand public (novembre 1913).

### Première Guerre mondiale
En septembre 1913, lors des grandes manœuvres, mobilisé comme médecin aide-major au 257e R.A.C., son esprit d’à propos fait qu’il contribue à sauver la vie de l’attaché militaire allemand Von Winterfeldt, ce qui lui vaut la Légion d'honneur et la cravate de Commandeur de l’ordre de Prusse.
La guerre suit. De 1914 à 1918, il sert tour à tour au 257e R.A.C., 211e R.I., 220e R.I., ambulance 15/6. Sur la guerre il publia d’abord en collaboration Le Courage, Le Cafard, La psychologie du soldat, La guerre des gaz, l’on retrouve des passages entiers qu’il avait pris dans son journal de guerre. Les hommes dans la guerre sont des sujets de choix pour le neuropsychiatre ; les comportements induits par les nouvelles formes de combat apparues avec le conflit l’amènent à formuler des analyses à décharge de soldats accusés de lâcheté, en posant les diagnostics de “constitution émotive” ou de “peur morbide”.
Cela permet aussi de mieux comprendre les choix politiques du médecin dans l’entre-deux-guerres et pendant la Seconde Guerre mondiale, ce que confirme en les élargissant à d’autres domaines sa saga romanesque, les trois livres, la Courbe, le Toubib, In hoc signo, en fait son autobiographie où il se met en scène sous le nom de “Campa”. Il utilisa aussi d’autres pseudonymes, celui de “Campagnou”, la première fois, dans le Journal des praticiens pour rendre compte d’un congrès de médecins neurologistes et aliénistes, mais sur le ton « d’un médecin de campagne, un peu brutal, « sachant mal tenir la cuillère à entremets » et dont [il pouvait] excuser le langage un peu vif quand il crossait un pontife » ; de même pour celui de "Silenos" ; enfin "la Selouze" « Le bois où se tenait le 211e R.I en première ligne qui [lui] donnera [son] pseudonyme sportif d’après guerre. »
Il y gagne la Croix de guerre, le titre d’officier de la Légion d'honneur et termine médecin major, expert, très compréhensif, auprès des Conseils de guerre, « j'ose m'enorgueillir, en 3 ans et demi de guerre, de n'avoir jamais puni ou fait punir un combattant », spécialiste des affections dues aux gaz.

### Entre-deux-guerres
De retour à la vie civile, il connaît quelques problèmes et doit refaire sa place dans le milieu médical toulousain. Sa forte personnalité a tôt fait de la lui redonner ; il est un médecin reconnu dans sa ville et sur le plan national qui « refuse d’être qualifié de médecin neuropsychiatrie ou d’aliéniste » mais qui « veut être celui de l’espoir. » Il s'oppose de manière virulente à la psychanalyse de Freud à qui il préfère les thèses de Janet dans un texte il précise que « les bonnes graines de la clinique gauloises transportées dans le sol allemand y devinrent une forêt touffue et obscure où les mauvais champignons pullulèrent au pied de quelques vigoureuses plantes. »
Il devient un des notables de Toulouse, homme qui, de nos jours, serait qualifié de communication, il est à la tête du Groupe des Vingt (un cercle d’hommes cultivés aux professions libérales ou publiques importantes), du mensuel L'Archer, et, grâce à ses relations parisiennes, fait la connaissance du sculpteur Antoine Bourdelle qui offrira son Héraklès pour le Monument au sport et à Alfred Mayssonnié, l’emblématique joueur du Stade toulousain. Il conserve ses activités culturelles au Mercure de France, journaux médicaux et dans la revue Septimanie de Paul Duplessis de Pouzilhac. Il devient un critique littéraire connu, sans complaisance, sous les pseudonymes de "Campagnou" et de "Silenos", le père des satyres, tout un programme !
Homme de médias aussi dans sa région ; à partir de 1930 il participe à des émissions de Radio Toulouse, tient une chronique dans La Dépêche où il reprend le pseudonyme de "Campagnou" et dans le journal du rugby sous celui de "La Selouze". Ses conférences sont courues par la société toulousaine cultivée mais aussi atteignent un public national, international même. Sa production littéraire, surtout dans sa spécialité, est abondante mais c’est avec son journal de guerre Avec la 67e D.I.R. qu’il recevra en 1939 le prix Montyon de l’Académie française.

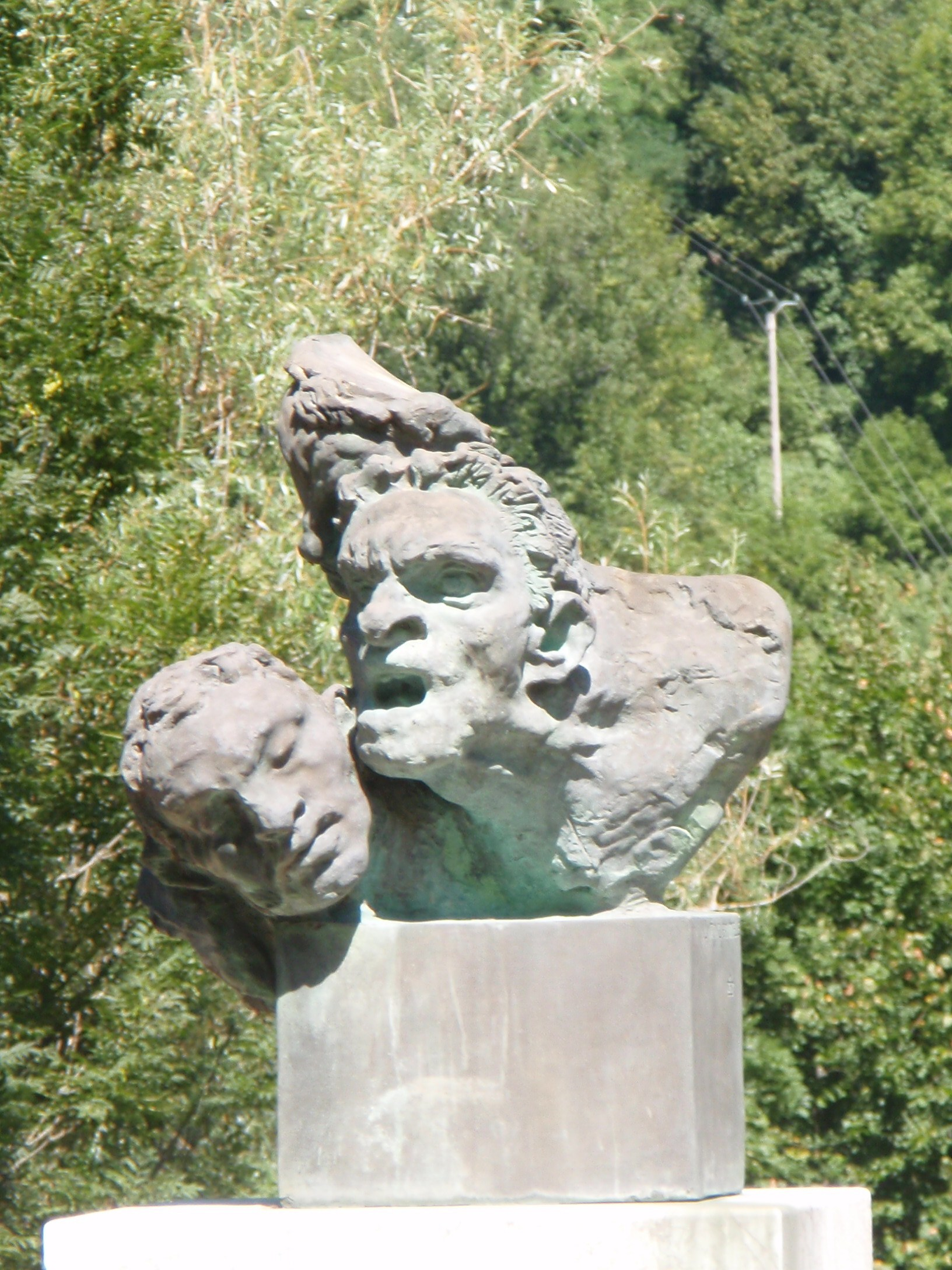
Le monument aux morts de Capoulet-et-Junac

Il fréquente et reçoit des écrivains célèbres, des hommes politiques, Il cite parmi les gens qu’il reçut à sa table, le Président Doumergue dont il fut le médecin, les écrivains Georges Duhamel, Marcel Prévost, l'inspecteur général des bibliothèques de France, Pol Neveux, l'amiral Lacaze, aussi écrivain, journaliste, membre de plusieurs académies dont la française, le professeur, grand chirurgien, Émile Forgue, l'aviateur René Fonck, le journaliste de la presse gastronomique Georges Prade, aussi Conseiller municipal de Paris, à l’origine du festival de Cannes (1939), l'officier de marine, écrivain et historien de marine, fusillé pour collaboration Paul Chack, le romancier, essayiste et historien José Germain, Jean Zyromski, le fils du socialiste de tradition guesdiste, antimunichois, Ernest Zyromski, intellectuel dreyfusard, qui dirigea la Bataille Socialiste. Surtout il devient un proche du maréchal Pétain qui le décorera de la cravate de Commandeur de la Légion d'honneur en novembre 1933 et viendra inaugurer en 1935 le monument aux morts de Capoulet-et-Junac (09). Il lui portera par la suite un indéfectible attachement.
Sur le plan politique, s’il devient maire de Capoulet-Junac (1935), il ne réussit pas à parvenir, malgré le soutien de La Dépêche, à d’autres responsabilités : 1931, échec comme Conseiller général de Tarascon-sur-Ariège.

### Seconde Guerre mondiale
Devenu lieutenant-colonel au début de la guerre, il reçoit et garde à sa demande, sans rétribution, malgré sa mise à la retraite, la responsabilité avec le professeur Riser du Centre de neuro-psychiatrie régional.
Son attitude pendant la Seconde Guerre mondiale est encore sujette à caution et à discussion. Il est mis en avant ce qu’il aurait dit le 27 juin 1940 : « nous souffrons, notre tempérament va vers de Gaulle et nous vénérons Pétain. » Mais il manifeste et même aurait inspiré, pendant la période de Vichy, tout au moins au début, des idées de la Révolution nationale. Il refuse un poste ministériel, mais, dans Mon beau rugby, publié en 1942, il témoigne de sentiments hostiles au Front populaire, et à la "France libre", anglophobes, dont le ton peut rappeler Philippe Henriot. C’est ainsi qu’il concocte la disparition du rugby à XIII à l’invite des autorités de Vichy (Borotra et Jep Pascot) (cf. pages 218 à 234 de son livre Mon beau rugby - 1942, 1re ou 2e édition-).
Dans In hoc signo, publié en 1959, il s’apitoie sur le sort de collaborateurs notoires, le procureur Pierre Lespinasse, auteur d’un réquisitoire xénophobe et antisémite qui conduisit à la guillotine le responsable de la M.O.I., Marcel Langer. Enfin, il dénonce sur un ton persifleur les conditions de la libération de Toulouse.
Cependant, dans ce même livre, il évoque avec émotion l’arrestation des Frères Lion, ses imprimeurs, par la Gestapo. De plus, sa fonction au C.N.P.C. lui a permis de sauver des juifs, des résistants pourchassés par la police de Vichy et la Gestapo, de faire de faux certificats pour éviter le S.T.O. à des jeunes.[réf. nécessaire]Tout cela lui vaudra (son amitié, quoique agnostique, avec le cardinal Saliège n’y est pas pour rien) de n’être qu’inquiété à la Libération malgré ses opinions, bien qu’il ne dise rien des ennuis qu’il put connaître.

### Après-guerreet fin de sa vie
C’est dans ces circonstances que sa femme décède le 28 décembre 1944 et ce n’est qu’en 1946 qu’il reprend l’exercice de la médecine libérale gardant aussi celle de services publics, P.T.T. et S.N.C.F. Il se retire progressivement de la vie publique. Il ne renoue que partiellement, et pour peu de temps, avec un milieu parisien où les modes littéraires ont changé et qu’il n’approuve pas. En 1947, il cesse ses activités au Mercure de France ; il prononce sa dernière conférence en décembre 1954 mais continue de publier des livres, en particulier ses mémoires romancées évoquées plus haut, mais ne peut le faire qu’à compte d’auteur n’intéressant plus les grands éditeurs.
En 1947, il se remarie avec l’artiste peintre France Micoulau qui devient maire de Capoulet-et-Junac en 1953. De son côté, il reprend ses chroniques dans la presse, en particulier après la renaissance de La Dépêche devenue du Midi avec Les propos de Campagnou et dans Midi olympique avec "Épilogues", toujours sous le pseudonyme de "La Selouze". Plus tard, de 1959 à 1962 sur l'antenne de la Radiodiffusion-française station Toulouse-Pyrénées, il tient une chronique hebdomadaire intitulée À bâtons rompus. En 1963, à 83 ans, il cesse d’exercer la médecine et se retire dans sa petite maison de Capoulet, soigné par deux domestiques mais continuant d’envoyer, presque jusqu’à sa mort, ses chroniques à La Dépêche du Midi et à Midi olympique.
En 1965, le général Catroux, un gaulliste de la France libre de la première heure, vient à Capoulet le faire grand officier de la Légion d'honneur. En 1969, sa seconde femme décède, il sent que la fin approche et s’y prépare mais la vieillesse se prolonge. En 1973, ses amis essaient de monter avec l’aide de Roland Dorgelès un dossier pour qu’il obtienne le prix Nobel de littérature, mais la mort arrête ce projet.
Il a offert la plupart de ses œuvres, dédicacées, à la bibliothèque municipale de Séméac : « on ne vend pas les livres que l’on aime, on les donne à ses amis » se plaisait-il à dire. Il a parfois signé sous un autre pseudonyme, "Limaquès" le Séméacais.
Il est mort le 9 juin 1975, sans descendance, à Pamiers. Il est enterré au village de Capoulet-et-Junac (Ariège) où sa « petite maison » a été transformée en musée, en grande partie consacrée au rugby.

## Œuvres
- « Souvenirs du Mercure de France »,  Les Cahiers de marottes et de violons d’Ingres, revue réservée au corps médical, n° 58, 46, rue Saint-Didier, Paris XVIe, pp. 65-76)
- La maladie de l'amour (préface de Charles Fiessinger), Éditions du siècle, Paris, 1925
- "Mes conférences" : 1 - Les trois brisures de la personnalité (Éditions Raoul Lion Toulouse) 30 janvier 1948
- Sagesse de la vie (préface de Frédéric-Marie Bergounioux), Privat éditeur, 1962